# Ahora me llama
«Ahora me llama» es una canción de la cantante colombiana Karol G y el cantante puertorriqueño Bad Bunny. Fue lanzado el 26 de mayo de 2017 a través de Universal Music Latino como el cuarto sencillo del álbum debut de Karol, Unstoppable.

## Video musical
Un video musical de «Ahora me llama» se lanzó el 8 de junio de 2017 a través del canal de Vevo de Karol G en YouTube. A partir de 2023, el video musical cuenta con más de un billón de visualizaciones en dicha plataforma.

## Posicionamiento en listas
| Listas (2017)                    | Posición más alta |
| -------------------------------- | ----------------- |
| España (PROMUSICAE)              | 22                |
| Estados Unidos (Hot Latin Songs) | 10                |